# 東條加那子
東條加那子（日语：／ Tōjō Kanako，1984年3月3日—），出身於鹿兒島縣的日本女性配音演员，AXL ONE所属。

## 生平
- 勝田声優学院的19期畢業生，主要參與電視劇及電影的配音工作。
- 在2011年5月31日所屬公司爲ARTSVISION，經過自由身一段時間後，同年8月1日加入到AXL ONE。

## 配音作品

### 动画
2006年
- 陰からマモル!（母親）

2007年
- ご愁傷さま二ノ宮くん（女子生徒）
- しましまとらのしまじろう
- NARUTO -ナルト- 疾風伝（ツバキ）

2008年
- かんなぎ（作者マン）
- 銀魂（女[1]）
- シゴフミ（親戚）
- ソウルイーター（看守B）
- テイルズ オブ ジ アビス（ジョゼット・セシル）
- BLASSREITER（ゼッブ）

2009年
- NARUTO -ナルト- 疾風伝（香燐）

2010年
- いちばんうしろの大魔王（不二子の母）
- 四畳半神話大系（司会のお姉さん）

2011年
- NARUTO -ナルト- 疾風伝（ウーヘイ）
- 魔乳秘剣帖（魔乳千組）

2012年
- 機動戦士ガンダムAGE（ナディア）
- ジョジョの奇妙な冒険（女性客A）
- 新世界より（朝比奈覚〈12歳〉[2]）
- LUPIN the Third -峰不二子という女-（アイヤーン〈ノーラ〉[3]）

2013年
- おじゃる丸（女子高生、客）
- DD北斗の拳（主婦A、母親）
- NARUTO -ナルト- SD ロック・リーの青春フルパワー忍伝（香燐）

2014年
- おじゃる丸（ハチエ）
- ガンダムビルドファイターズトライ（レディ・カワグチ）
- テラフォーマーズ（イザベラ・R・レオン）
- 毎度!浦安鉄筋家族（大沢木順子[4]、仁ママ）

2015年
- NARUTO -ナルト- 疾風伝（主婦）
- ポケットモンスター XY&Z（シノブ）

2016年
- くまみこ（ジェシカ）
- クロムクロ（白羽洋海[5]）
- とんかつDJアゲ太郎（勝又かつ代[6]）

### 吹替
電視/電影
| 年份 | 作品名稱               | 配演角色                     | 演員            | 媒介              |
| ---- | ---------------------- | ---------------------------- | --------------- | ----------------- |
| 2004 | 避風港                 | Andrea                       | 素兒·莎丹娜     | DVD版本           |
| 2008 | 絕點緝兇               | 安琪                         | 素兒·莎丹娜     | DVD版本           |
| 2009 | 星際爭霸戰             | 妮歐塔·烏瑚拉                | 素兒·莎丹娜     | 公映/影碟版本     |
| 2011 | 魅影殺機               | 成年的嘉德麗雅               | 素兒·莎丹娜     | 影碟版本          |
| 2013 | 星際爭霸戰：闇黑無界   | 妮歐塔·烏瑚拉                | 素兒·莎丹娜     | 公映/影碟版本     |
| 2016 | 星際爭霸戰：浩瀚無垠   | 妮歐塔·烏瑚拉                | 素兒·莎丹娜     | 影碟版本          |
| 2004 | 陽光清洗               | 蘿絲                         | 艾蜜莉·布朗     | DVD版本           |
| 2014 | 異空戰士               | 麗塔·弗拉塔斯基              | 艾蜜莉·布朗     | 公映/影碟版本     |
| 2015 | 毒裁者                 | 凱特·梅瑟                    | 艾蜜莉·布朗     | 影碟版本          |
| 2011 | 職業特工隊：鬼影約章   | 簡·卡特                      | 保娜·柏頓       | 公映/影碟版本     |
| 2013 | 孖Gun雙雄              | Deb Rees                     | 保娜·柏頓       | 影碟版本          |
| 2007 | 變形金剛               | 米凱拉·巴內斯                | 美瑾·霍絲       | 公映/影碟版本     |
| 2007 | 換命快遞3              | 瓦倫蒂娜                     | 娜塔莉·盧妲卡娃 | 影碟版本          |
| 2008 | 盜墓迷城3              | 小林                         | 梁洛施          | 公映/影碟版本     |
| 2009 | 變形金剛：狂派再起     | 米凱拉·巴內斯                | 美瑾·霍絲       | 公映/影碟版本     |
| 2009 | 狂野時速4              | 姬素·耶沙                    | 姬·嘉鐸         | 公映/影碟版本     |
| 2010 | 社交網絡               | 克莉斯汀·李                  | 布蘭達·宋       | 影碟版本          |
| 2011 | 最終兵器弓             | 子仁                         | 文彩元          | 影碟版本          |
| 2011 | 神探福爾摩斯：詭影遊戲 | 辛姆莎·海隆                  | 娜歐蜜·瑞佩斯   | 公映/影碟版本     |
| 2011 | 狂野時速5              | 姬素·耶沙                    | 姬·嘉鐸         | 公映/影碟版本     |
| 2011 | 龍紋身的女孩           | 莉絲·莎蘭德                  | 朗妮·瑪娜       | 影碟版本          |
| 2011 | 童話鎮                 | 貝兒/蕾西                    | 艾蜜莉·迪瑞文   | NHK頻道/影碟版本  |
| 2012 | 大鈍裁者               | Zoey                         | 安娜·花莉絲     | 影碟版本          |
| 2013 | 大亨小傳               | 梅朵·威爾森                  | 艾拉·費雪       | 影碟版本          |
| 2013 | 鐵甲奇俠3              | 瑪雅·漢森                    | 莉碧嘉·荷爾     | 公映/影碟版本     |
| 2013 | 狂野時速6              | 姬素·耶沙                    | 姬·嘉鐸         | 公映/影碟版本     |
| 2013 | 一級雙雄               | Suzy Miller                  | 奧利維亞·魏爾德 | 公映/影碟版本     |
| 2013 | 騙海豪情               | 羅莎琳·羅森菲                | 珍妮花·羅倫絲   | 影碟版本          |
| 2014 | 閃電俠                 | Caitlin Snow                 | 丹妮爾·帕娜貝克 | AXN頻道/影碟版本  |
| 2014 | 箭神                   | Caitlin Snow                 | 丹妮爾·帕娜貝克 | AXN頻道/影碟版本  |
| 2014 | 門屠(S2)               | Max Hardy                    | 謝茜嘉·斯卓普   | WOWOW頻道/DVD版本 |
| 2015 | 洛奇外傳 王者之後      | 碧昂卡                       | 泰莎·湯普森     | 影碟版本          |
| 2015 | 門屠(S3)               | Max Hardy                    | 謝茜嘉·斯卓普   | WOWOW頻道/DVD版本 |
| 2015 | 火星任務               | 敏迪·帕加                    | 麥坎錫·戴維絲   | 公映/影碟版本     |
| 2016 | 變種特攻：天啟滅世戰   | 靈蝶/貝琪·布拉多克           | 奧莉花·曼       | 公映/影碟版本     |
| 2016 | 自殺特攻：超能暴隊     | 哈莉·狂娃/哈琳·法蘭西斯·奎澤 | 瑪歌·羅比       | 公映/影碟版本     |